# August Joseph von Plettenberg
August Joseph von Plettenberg (* 24. November 1767 in Plettenberg; † 15. Dezember 1805 auf Hovestadt) war kaiserlicher Kämmerer und Amtsdroste zu Werl, Neheim und Ostinghausen.

## Leben
August Joseph von Plettenberg wurde als Sohn des Joseph Clemens von Plettenberg (1721–1786) und seiner Gemahlin Maria Theresia von Weichs zu Körtlinghausen (1748–1796) in der Adelsfamilie von Plettenberg geboren. August Joseph hatte vier Halbschwestern, darunter Bernhardina Sophia (1750–1804, Äbtissin in Geseke), die aus der ersten Ehe seines Vaters stammten.
Am 3. April 1793 heiratete er in Münster Freiin Clementine von Merveldt (1770–1794, Tochter des August von Merveldt), die im Jahr nach der Hochzeit starb.
Am 20. Mai 1798 heiratete er, ebenfalls in Münster, Bernhardine Antoinette Droste zu Vischering (1776–1848). Aus dieser Ehe gingen vier Kinder hervor:
- Sophia Josephina Maria Huberta (~ 31. März 1799)
- Rosine Auguste (* 1802)
- Joseph Franz (* 1804, ⚭ 1834 Marie Huberta von Merveldt (1809–1839)) und
- Bernhardine Frederike Ida Theodora Elisabeth Huberta Maria (1805–1834, ⚭ 1830 Freiherr Franz Wilhelm von Wendt (1800–1870))

Im Jahre 1786 wurde August Joseph zum Amtsdrosten in Werl, Neheim und Ostinghausen bestallt. Damit trat er die Nachfolge seines Vaters an, der dieses Amt von 1744 bis zu seinem Tod ausgeübt hatte. Im Jahre 1797 wurde August Joseph zum kaiserlichen Kämmerer ernannt. Er übte dieses Amt bis zu seinem Tode aus.
August Joseph starb am 15. Dezember 1805, kurz nach der Geburt seiner Tochter Bernhardine.